# Pantalon d'équitation

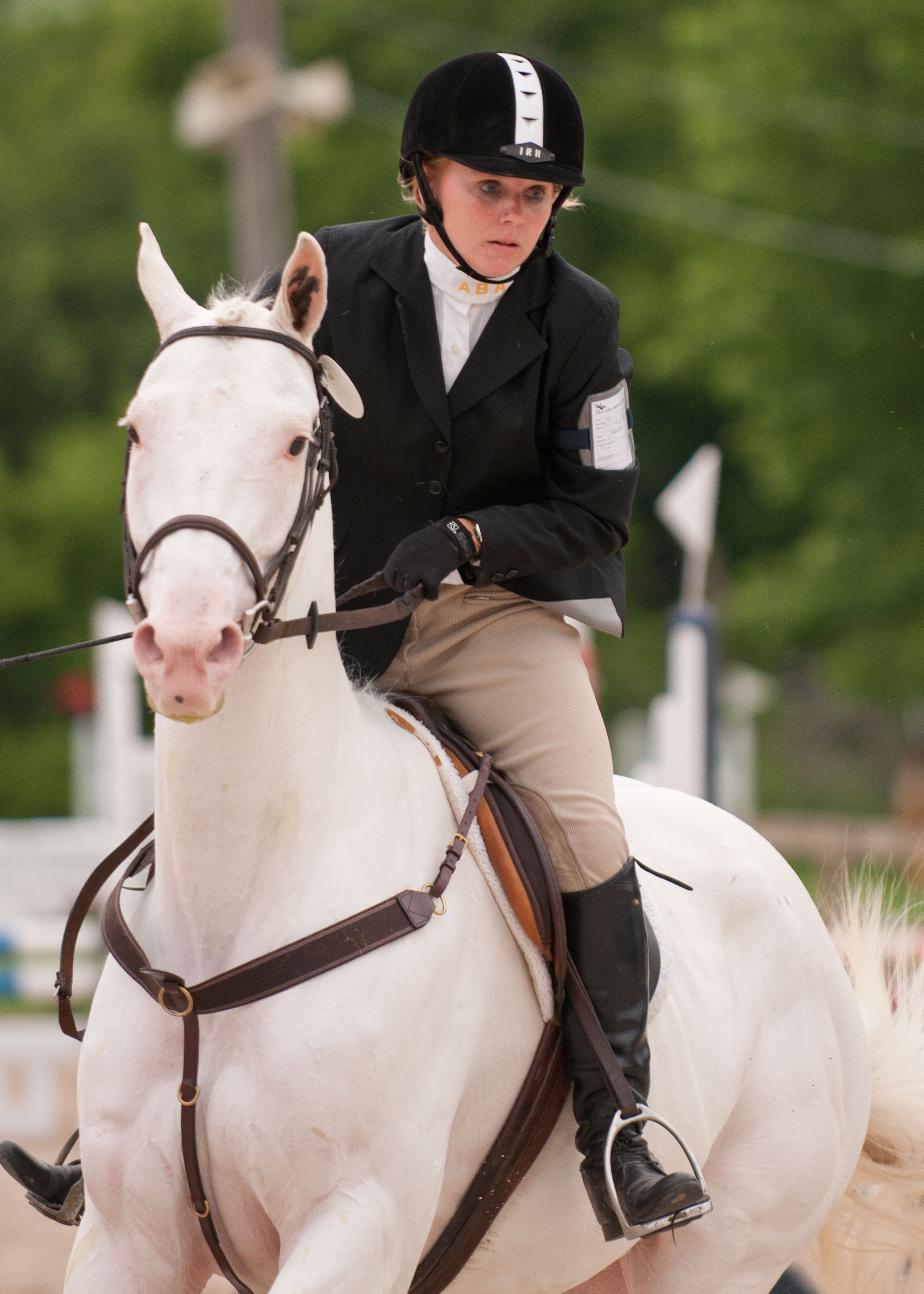
Cavalière portant un pantalon d'équitation beige à coutures renforcées.

Un pantalon d'équitation est un vêtement conçu pour faciliter la monte à cheval dans la position à califourchon.

## Description
Il s'agit généralement d'un pantalon moulant. Il peut être renforcé au niveau des fesses et des genoux. Son port est justifié par les frottements que subit la face interne de la jambe du cavalier sur la selle, en particulier au niveau des genoux.
D'après Julie Deutsch, il existe deux types de pantalons d'équitation : la culotte de cheval qui comporte en général du Velcro dans le bas et qui se porte avec des bottes, et les jodhpurs, caractérisés par de longues basanes et un bas qui se termine par un revers.

## Histoire
D'après l'historienne Christine Bard, l'adoption du pantalon d'équitation en France est liée aux mouvements féministes de la fin du XIXe siècle. En effet, la tradition impose aux femmes la monte à cheval en amazone, avec deux jambes du même côté et le port d'une robe, pour des raisons d'élégance.
Sous le Second Empire, diverses cavalières françaises s'opposent à l'obligation de monte en amazone, dont Marie Isabelle, qui porte un pantalon d'homme dans son travail de dressage. C'est dans les années 1900 que la controverse éclate véritablement dans la société française, en particulier sous l'influence des cavalières anglaises et américaines, qui ne subissent pas l'obligation sociale de monter à cheval en amazone et en robe.
C'est en particulier le voyage à cheval qui impose aux cavalières de se libérer des normes vestimentaires contraignantes de la monte en amazone.